# Taylor Combe

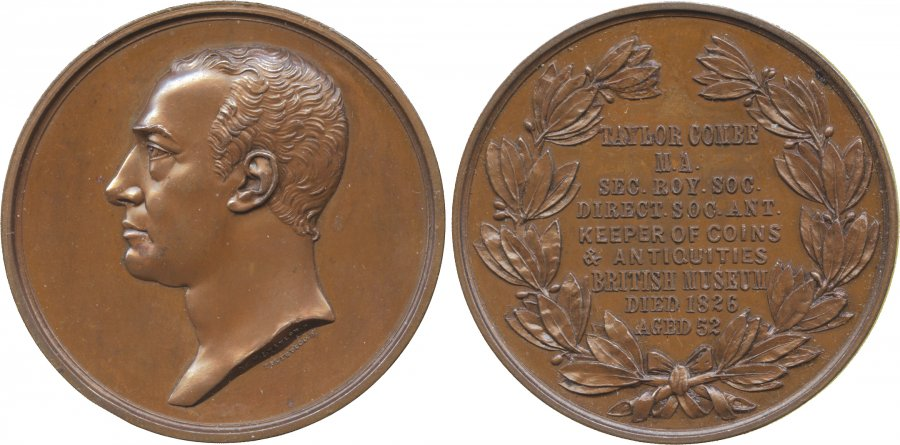
Medaglia commemorativa di Taylor Combe, 1826

Taylor Combe, FRS, (1774 – Londra, 7 luglio 1826), è stato un numismatico e archeologo britannico.

## Biografia
Era il figlio maggiore di Charles Combe, che fu medico e numismatico. Studiò alla Harrow School e poi all'Oriel College, Oxford, dove ottenne il B.A. (baccalaureato) il 5 giugno 1795 e il M.A. (laurea) il 10 luglio 1798.
Nel 1803 ebbe un incarico al British Museum come soprintendente alla collezione di monete e medaglia. Nel 1807, divenne conservatore al dipartimento delle antichità, da cui dipendevano le monete di rimase responsabile. Nel 1814, fu inviato a Zante, per portare a termine l'acquisto del fregio di Bassae.
Combe divenne Fellow of the Royal Society nel 1806 e ne fu segretario dal 1812 al 1824; in questo periodo curò la  Philosophical Transactions.  Nel 1796 era entrato nella Society of Antiquaries of London, di cui divenne direttore nel 1813 e supervisionò la pubblicazione di  Vetusta Monumenta. Contribuì anche con molti articoli alla rivista  Archæologia.
Combe rimase conservatore fino alla sua morte, che avvenne, dopo lunga malattia, al British Museum. Fu sepolto il 14 luglio nella tomba di famiglia nel cimitero di Bloomsbury.

## Eredità
La biblioteca di libri classici e di numismatica di Combe, assieme a una collezione di stampe e ad alcuni dei suoi manoscritti, fu venduta all'asta da Sotheby's il 7 dicembre 1826 e nei successivi 11 giorni. La somma realizzata fu di £1 879 15s. 6d. Una medaglia di Combe, realizzata da Benedetto Pistrucci e W. J. Taylor, fu coniata dopo la sua morte.

## Pubblicazioni
Come numismatico e archeologo Combe pubblicò il seguenti lavori, stampati ufficialmente dai trustees del British Museum:
- Veterum populorum et regum numi qui in Museo Britannico adservantur, London, 1814. Questo catalogo delle monete greche del British Museum fu sostituito dal Catalogue of Greek Coins in the British Museum, la cui stampa iniziò nel 1873.
- Description of the Anglo-Gallic Coins in the British Museum, Londra, con tavole incise. Il volume fu curato e pubblicato dopo la sua morte da Edward Hawkins.
- A Description of the Collection of Ancient Terracottas in the British Museum, Londra, 1810, con 40 tavole incise.
- A Description of the Collection of Ancient Marbles in the British Museum, Londra, 4° :parti I–IV (1812–20), ed una considerevole porzione della parte V (1826), che fu completata e pubblicata dopo la sua morte da Hawkins. Il lavoro sulla Description fu poi proseguito da Hawkins, Charles Robert Cockerell e Samuel Birch (parti VI–XI. 1830–61).

## Famiglia
Combe sposò nel 1808 Elizabeth, figlia di Edward Whitaker Gray.